# مورچه‌خورک پوزه‌کوتاه
مورچه‌خورک پوزه‌کوتاه یا اکیدنه پستانداری بومی استرالیا و گینه نو است. این حیوان دارای خارهای بلند و کلفت است که در میان این خارها موهای کوتاهی نیز می‌روید. این حیوان دارای یک سر کوچک و یک پوزه دراز با تپش‌سنج بسیار حساس است.
این تپش‌سنج برای پیدا کردن غذا به حیوان کمک می‌کند. زبان چسبناک این پستاندار به ۱۷ سانتی متر می‌رسد و در هنگام شکار طعمه‌های کوچک به زبانش می‌چسبند. در دمای بسیار بالا یا پایین، این جانور به حالتی خیره و ثابت می‌ماند و در برخی اوقات دمای بدنش حتی ۴ درجه پایین می‌آید.
این حیوان مانند نوک اردکی، یک پستاندار تخم گذار است و به بچه‌های خود شیر میدهد.

## مشخصات
اندازه :طول بدن ۳۰- ۴۰ سانتی متر، طول دم ۱ سانتی متر

پراکندگی : استرالیا، تاسمانی و گینه نو. در محیط‌های زیستی متفاوت، بجز جنگل‌های بارانی

تذکر : از طریق مقایسه با حیوان ابتدایی، این حیوان بیشترین گسترش را در بین پستانداران استرالیا داشته‌است.